# Xiaxindian (köpinghuvudort i Kina, Hubei Sheng, lat 30,83, long 113,84)
Xiaxindian (kinesiska: 下辛店, 下辛店镇) är en köpinghuvudort i Kina. Den ligger i provinsen Hubei, i den centrala delen av landet, omkring 51 kilometer nordväst om provinshuvudstaden Wuhan. Antalet invånare är 47 870. Befolkningen består av 22 648 kvinnor och 25 222 män. Barn under 15 år utgör 14,0 %, vuxna 15-64 år 75 %, och äldre över 65 år 10,0 %.
Runt Xiaxindian är det tätbefolkat, med 683 invånare per kvadratkilometer. Närmaste större samhälle är Xiaogan, 13,2 km nordost om Xiaxindian. Trakten runt Xiaxindian består till största delen av jordbruksmark.
Genomsnittlig årsnederbörd är 1 441 millimeter. Den regnigaste månaden är juli, med i genomsnitt 203 mm nederbörd, och den torraste är december, med 19 mm nederbörd.